# ダルビニンクー・バルサス (アメリカ合衆国)
『ダルビニンクー・バルサス』（リトアニア語: Darbininkų balsas）は、世界産業労働組合傘下のリトアニア系アメリカ人アナーキストらによって発行されていた新聞。1914年から1919年までバルチモアやシカゴで発行されていた。編集長はドミニンカス・ケリャウニンカス。